# Transitgas
Die Transitgas AG mit Sitz in Zürich ist ein Schweizer Unternehmen im Bereich der europäischen und der nationalen Energieversorgung.
Die vom Unternehmen betriebene Transitgas-Leitung dient als zentrale Verbindung zwischen den nord- und südeuropäischen Leitungsnetzen und als wichtiges Element für die Versorgung der Schweiz mit Erdgas.

## Geschichte
Die Transitgas AG wurde im Jahr 1971 gegründet, um eine Erdgas-Hochdruckleitung durch die Schweiz zu bauen, zu betreiben und zu warten. Als Vorreiter der Erdgasversorgung für die Schweiz verhandelte die 1968 gegründete Firma Gaznat seit 1970 Verhandlungen mit Italien über den Import von Erdgas und setzte sich für den Bau einer Fernleitung zwischen den Niederlanden und Italien ein. Gaznat gründete zusammen mit den anderen grossen regionalen Energieversorgern Gasverbund Mittelland und Gasverbund Ostschweiz 1971 die Schweizerische Aktiengesellschaft für Erdgas (Swissgas). Diese und der belgische Fernnetzbetreiber Fluxys sowie die deutsche Uniper sind heute die Hauptaktionäre der Transitgas AG, nachdem Fluxys 2011 den Anteil des italienischen Energiekonzerns  Eni International an der Transitgas AG übernommen hatte. Die in der Pipeline transportierte Gasmenge wird von Swissgas kontrolliert und bewirtschaftet.
Bis 1974 wurde die erste Gasleitung von Wallbach durch den Schweizer Jura und bis Ruswil verlegt, 1994 kam eine zweite Leitung zwischen Wallbach und Däniken dazu. Bei Däniken unterquert der Leitungsstrang die Aare. Von 1997 bis 2003 plante und errichtete Transitgas gemäss einer Konzession des Bundesrats vom 12. Mai 1999 eine zusätzliche Fernleitung mit einem Anschluss an das französische Gasleitungsnetz bei Oltingue. Die neue Leitung führt von Rodersdorf nach Lostorf, wo sie auf den Einspeisepunkt an der ersten Transitleitung trifft. Die Aushubarbeiten an der Leitungstrasse wurden von archäologischen Prospektionen begleitet.
In den ersten Jahrzehnten floss das Erdgas ausschliesslich von Nordeuropa nach Süden. 2017 baute Transitgas das die Anlagen am Fernleitungsnetz in einem reverse flow project so um, dass das Gas in alle Richtungen durch das Transportsystem geleitet werden kann.
Von der europäischen Bedeutung der Transitgasleitung werden im Zusammenhang mit der Energiediskussion 2022 Folgen für die Schweizer Energiepolitik abgeleitet.

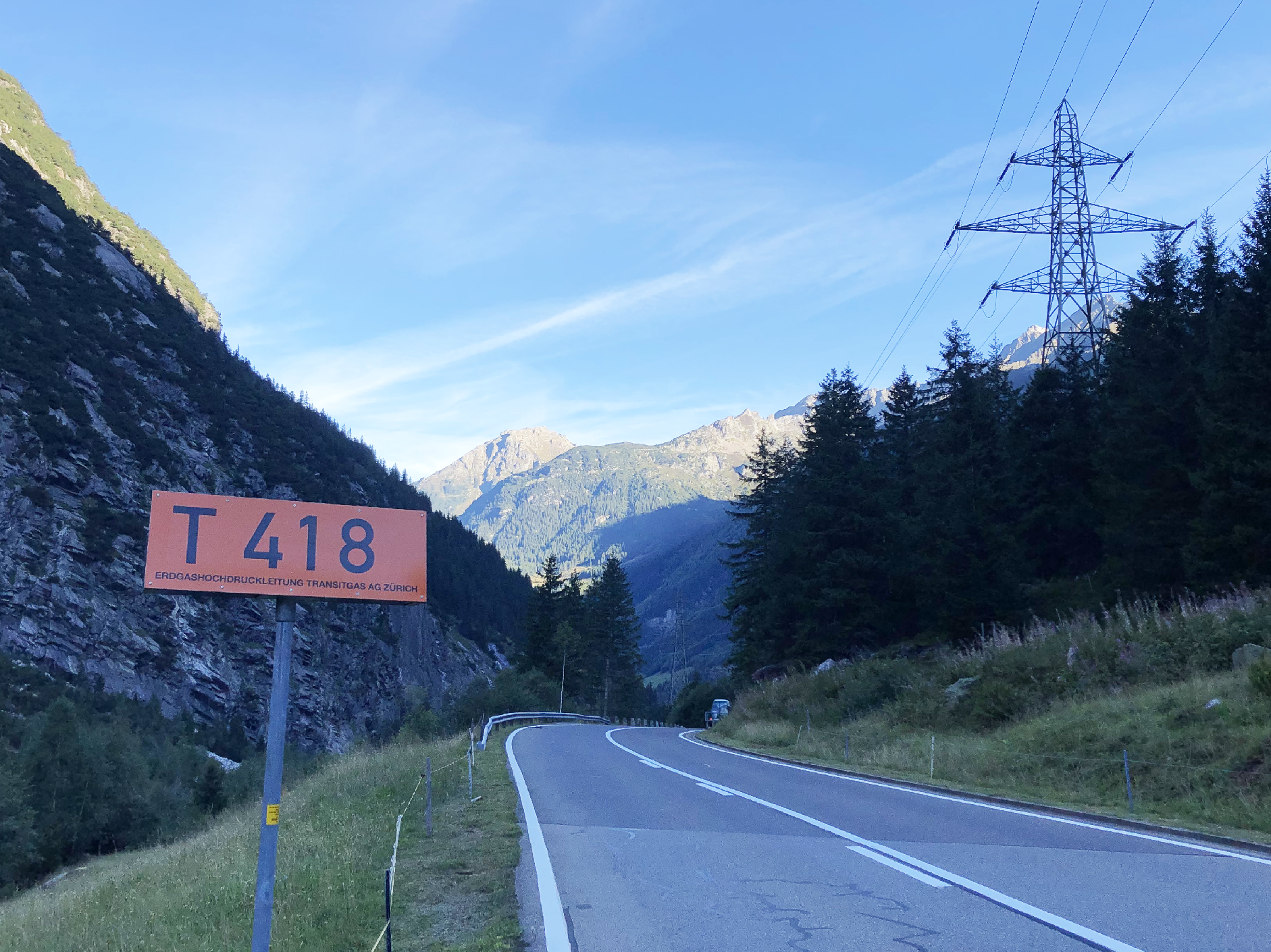
Kennzeichnung der Transitgasleitung an der Grimselstrasse im Kanton Bern

## Transitgasleitung
Der Leitungsstrang mit einer Länge von 292 km führt von der Landesgrenze im Norden bei Wallbach am Hochrhein über den Jura und durch das Schweizer Mittelland und unterquert danach in unterirdischen Stollen die Gebirgszüge des Brienzer Rothorns, des Grimselmassivs und das Grieshornmassiv an der Landesgrenze zu Italien. In der Nähe des Griespasses befindet sich die unterirdische Übergabestelle an das Leitungsnetz des italienischen Unternehmens Snam. Die Leitungstunnel mit einer Gesamtlänge von 37,4 km befinden sich im Hochgebirge und sind neben der Gasleitung begehbar. In mehreren steilen Schrägschächten sind neben der Pipeline Windenbahnen eingerichtet, die als Standseilbahnen den Zugang zu den Leitungsabschnitten erleichtern.
Vom deutschen Gasleitungsnetz mit der Trans-Europa-Naturgas-Pipeline führt ein Anschluss unter dem Rhein zur Messstation in Wallbach im Kanton Aargau. Von dort bis Ruswil im Kanton Luzern liegen zwei parallele Leitungen mit einem Durchmesser von je 900 mm. Bei der Verdichterstation in Ruswil befindet sich die Betriebszentrale des Leitungssystems. Die von den Anlagen in Ruswil erzeugte Abwärme wird zur Beheizung der Zuchtstation Tropenhaus Wolhusen genutzt.
Bis 2002 wurden ein Leitungsstrang von Däniken bis Ruswil und die Alpenleitung von Ruswil zum Griespass als Pipeline von 1200 mm Durchmesser ausgebaut.
An mehreren Messstationen befinden sich Anschlüsse von Pipelines der regionalen Gasversorger in der Schweiz an die Transitgasleitung. Dort beziehen die Gasleitungsnetze der verschiedenen Landesteile, zum Beispiel der Westschweizer Gazoduc Suisse Romand, das Erdgas und leiten es zu den lokalen Energieversorgungsunternehmen weiter. In regelmässigen Abständen befinden sich Schieberstationen an den Transitgas-Leitungen, mit denen der Gasfluss unterbrochen werden kann.